# エリゼ・ド・ヴェール

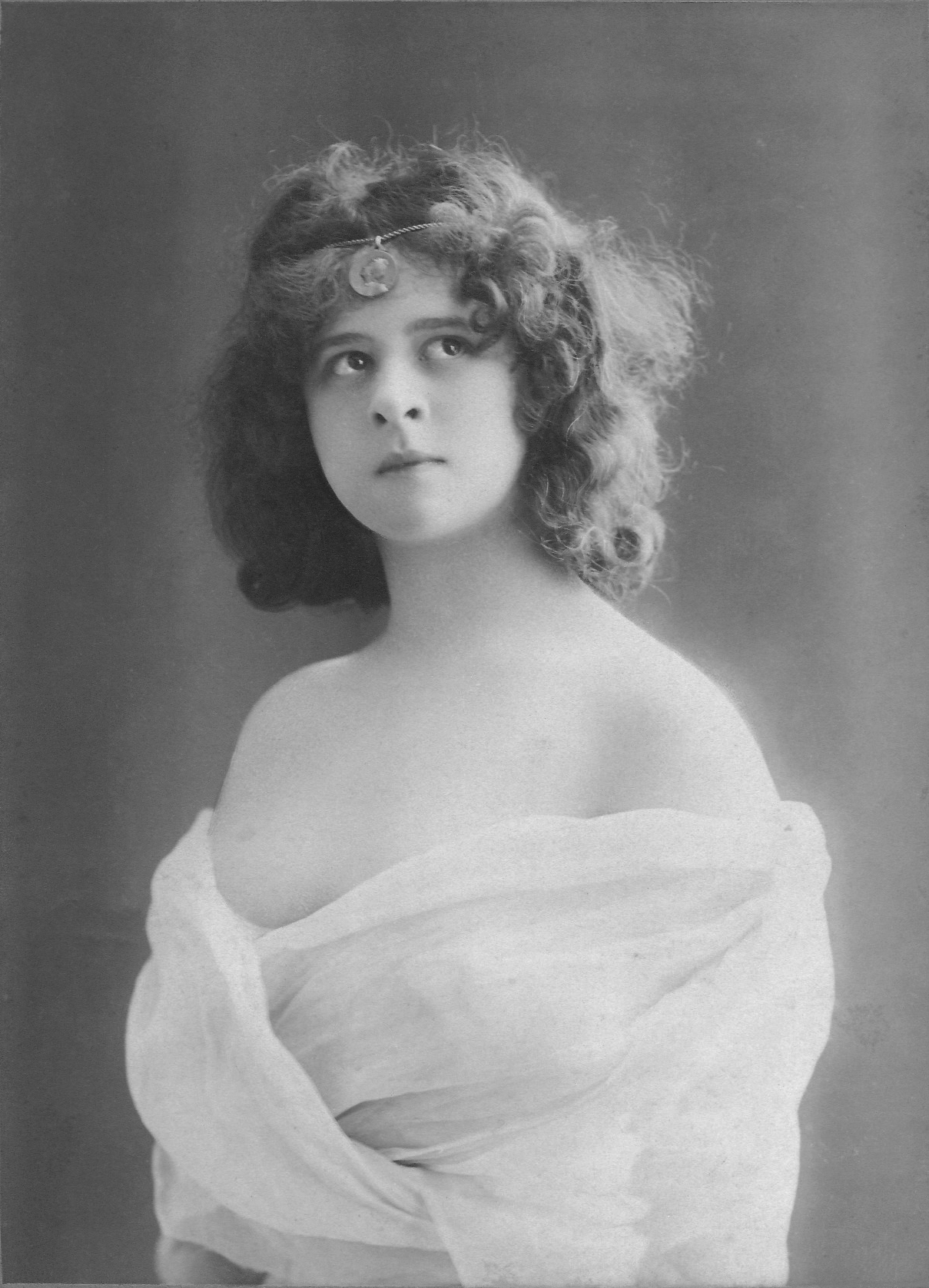
1899年、レオポルド・エミール・ロイトリンガー撮影。

コンスタンス・エリゼ・ド・ヴェール（Constance Élise de Vère、1879年 - 1966年11月）は、ブリュッセルに生まれ、スイスに没した、20世紀初頭のフランスで活動したイギリス人女優。

## 経歴

### 生い立ちと家族
エリゼ・ド・ヴェールは2人の芸術家の間に生まれた娘であった。彼女の父親ハーバート・ガーディナー・シェイクスピア・ウィリアムズ・ド・ヴェール (Herbert Gardiner Shakespeare Williams De Vère) は、1843年にロンドンで生まれ、シャルル・ド・ヴェール (Charles de Vère) やチャールズ・デヴェア (Devere) といった芸名で知られた、奇術用の機器の製作者であり、また彼自身も奇術師であった。彼はロンドンで活動し、次いで1878年にブリュッセルに移り、最終的に1892年にパリに定住した。母親のジュリア・フェレット (Julia Ferrett) は、1852年にスターミンスターで生まれ、ドキタ (d'Okita) という仮名で舞台に上がり、1916年にパリで死去した。その後、父シャルル・ド・ヴェールは、イザベル・ド・ポルトガル (Isabelle de Portugal) という女性と再婚し、1931年にエトレパニーに没した。彼は、最初の妻とともに、バティニョール墓地に埋葬された。
エリゼ・ド・ヴェールには多くの兄弟がいた。クロード・ウィリアムズ・ド・ヴェール（Claude Williams de Vère、1874年-?）、キャロライン・フローレンス・ド・ヴェール（Caroline Florence de Vère、1875年-1901年）、シリル・ド・ヴェール（Cyril de Vere1881年-?）、カミーユ・ド・ヴェール（Camille de Vère、1885年-1909年）、クレレット・ド・ヴェール（Camille de Vère、1886年-?）、そして、イオニア (Ionia) という芸名で奇術師として活動したクレマンティーヌ・ド・ヴェール（1888年-1973年）である。

### 芸歴
エリーズ・ド・ヴェールは、その活動の初期において、コニー・ド・ヴェール (Connie de Vère) という名義を使っていた可能性がある。また、誤記と思われるエルシー・ド・ヴェール (Elsie de Vere) という名もしばしば見受けられる。
1896年、ジョルジュ・メリエスは、彼女がダンスする姿を捉えた映画『ミス・ド・ヴェール』を制作した。
1900年頃、エリゼ・ド・ヴェールはパリで活動しており、オリンピック劇場で開催された美人コンテストでジャンヌ・ドルツァルに次ぐ2位となった。特に、写真家レオポルド・エミール・ロイトリンガーのスタジオで撮影された多くの写真は、若くて魅力的な舞台スターとして彼女を捉えている。エリゼ・ド・ヴェールは、しばしばベルリンやウィーンの舞台にも出演した。1903年と1904年には、ニューヨークのブロードウェイで、フローレンツ・ジーグフェルドの『Red Feather』に出演し、フィファイン嬢 (Mademoiselle Fifine) を演じた。アメリカ合衆国では、彼女の名前は「Elise de Vere」とか「Elise De Vere」と綴られた。

### 私生活
エリゼ・ド・ヴェールは、イギリスの市民権を保持しながら、パリに定住していた。1917年12月まで未婚だった彼女は、ニューヨーク州ニューアークで実業家フランク・ジョセフ・ゴールドソルと突然結婚し、一緒にパリのボワ・ド・ブローニュ通り60番地18に住んだ。アメリカ人だったフランク・ゴールドソルは、1916年にフランスに帰化したが、フランスで汚職事件に関わり、1922年に失脚した。その後、夫妻は、1934年にスイスのヴォー州でゴールドソルが亡くなるまで結婚したままであった。以降のエリゼ・ド・ヴェールの消息は、詳らかでない。